# Thermus aquaticus
Thermus aquaticus este o specie de bacterie termofilă din familia Thermaceae, încrengătura Deinococcota. De la acest organism este utilizată enzima ADN polimerază de tip Taq, utilizată în tehnica reacției de polimerizare în lanț (PCR).